# Marino Ortolani
Marino Ortolani (Altedo, 26 luglio 1904 – 1983) è stato un medico italiano.
A lui si deve la manovra di Ortolani.

## Biografia
Nato da una modesta famiglia di contadini, si laurea in medicina all'età di ventisei anni e riceve una medaglia di riconoscimento in quanto primo laureato del paese. Inizia la sua professione di pediatra facendo l'assistente nel brefotrofio di Ferrara diretto dal Professor Armando Malagodi di cui nel 1938 sarà successore. Grazie alla sua opera quel brefotrofio diviene successivamente Reparto Pediatrico.
Presta servizio militare e parte per la campagna di Russia, lasciando a casa moglie e due figli. Durante l'esercizio della professione, ascoltando attentamente le mamme dei piccoli pazienti, intuisce quale è la strada da seguire per la diagnosi precoce della "lussazione congenita dell'anca". Il mondo scientifico per molto tempo diffida di tale metodo diagnostico, e solo nel 1948, a seguito di molteplici pubblicazioni, gli viene riconosciuto il valore della scoperta scientifica.
Marino Ortolani esercita ininterrottamente per 43 anni la sua professione di medico. Muore nel 1983 all'età di 79 anni.

## La scoperta
Il Brefotrofio-Pio Luogo degli Esposti di Ferrara era un Istituto che accoglieva bambini, figli di ragazze madri sedotte e abbandonate. In questo brefotrofio il Dottor Ortolani svolgeva la sua opera di aiuto pediatra. Una mattina di gennaio del 1935 la madre di due gemelline talassemiche, gli riferiva che, nel pulire una delle due bambine, sentiva a livello dell'anca una sorta di scricchiolio. Il dottor Ortolani si basava moltissimo sulle parole delle madri dei bambini che visitava: amava asserire, infatti, che "dalle madri si impara tanto, nessuno conosce meglio il proprio figlio". Visitando la bambina, poté anche lui verificare lo "scatto" e con il conforto di una radiografia, diagnosticò su quell'anca una "prelussazione congenita". Il dottor Vittorio Putti, che era il padre luminare dell'ortopedia di quell'epoca, consigliava di procedere all'esame radiografico sistematico dei neonati per la diagnosi precoce della "lussazione dell'anca". In realtà, non tutti i neonati venivano sottoposti a quest'indagine: ad impedirlo vi erano non solo problemi economici, ma anche di impossibilità di raggiungere i centri di assistenza sanitari facilmente che inoltre erano spesso poco attrezzati. Quello "scatto", avvertito per la prima volta dal Dottor Ortolani mentre divaricava le gambe della gemellina, apriva la strada per una diagnosi precoce e non invasiva di tale patologia. "Lo scatto" era l'effetto del movimento di rientro della testa femorale nella cavità cotiloidea. Il dottor Ortolani precisava sempre che, questa manovra era stata ideata da Agostino Paci per ridurre una lussazione dell'anca. Nulla di nuovo sotto il sole, dunque. L'importanza della scoperta di Ortolani consisteva nell'aver adottato quel segno quale strumento di diagnosi precoce facilmente applicabile.

## Il riconoscimento ufficiale
Il riconoscimento ufficiale di tale rivoluzionaria scoperta tardò ad arrivare:soltanto dopo dodici anni la validità dei suoi studi venne finalmente apprezzata. Infatti, per diversi anni, le semplici pubblicazioni sembravano non bastare: soltanto nel 1948, l'ostinato Marino Ortolani, scrivendo una monografia di 130 pagine intitolata "La lussazione congenita dell'anca" (approfondendo in particolar modo le argomentazioni scientifiche) riuscì a conquistarsi la fiducia del "mondo medico". Sebbene Ortolani non fosse un ortopedico, il professor Francesco Delitala lo definì tale.
La popolarità conseguita con fatica dal pediatra di Ferrara lo portò a viaggiare e a confrontarsi con l'autorevole opinione di numerosi specialisti anche all'estero: tra i congressi più importanti ai quali fu invitato a partecipare assumono particolare rilevanza quelli di ortopedia a Parigi e a New York.
Per presentare al meglio la ricerca condotta sulla lussazione congenita all'anca filmò un documentario con i cosiddetti segni dello "scatto" che fu tradotto in molte lingue e utilizzato (ancora oggi) tra i vari istituti ortopedici e pediatrici. La sua scoperta varcava così i confini italiani.
Oggi per la precoce diagnosi dello "scatto" è obbligatorio per tutti i neonati eseguire un test.